# Béla Balázs

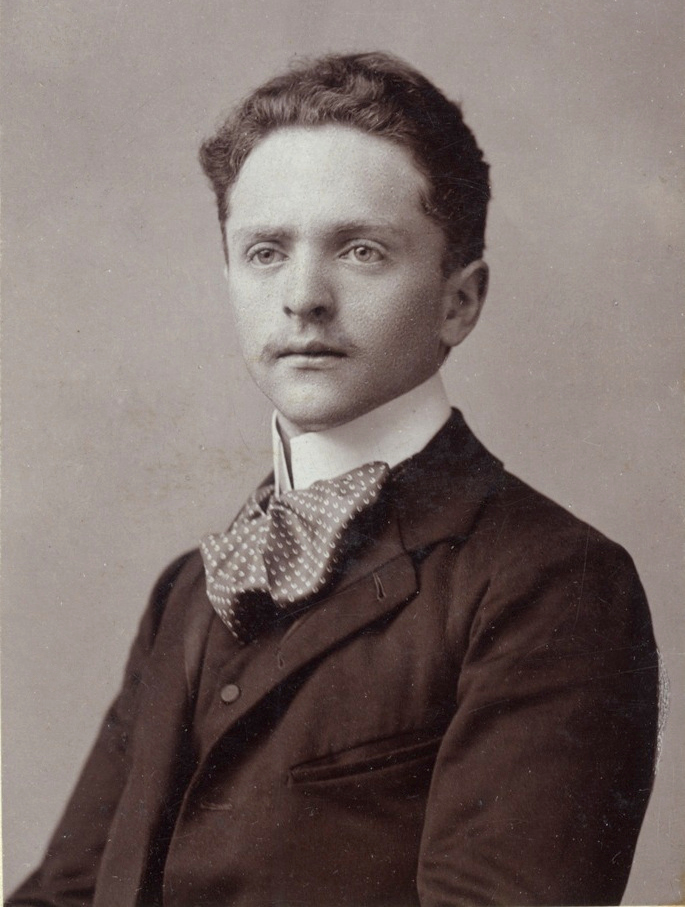
Béla Balázs ca. 1910

Béla Balázs [ˈbeːlɒ ˈbɒlaːʒ] (geboren als Herbert Bauer am 4. August 1884 in Szeged, Österreich-Ungarn; gestorben am 17. Mai 1949 in Budapest) war ein ungarischer Filmkritiker, Ästhetiker, Schriftsteller, Drehbuchautor, Librettist, Regisseur und Dichter.

## Leben
Herbert Bauer war der Sohn des Gymnasiallehrers Simon Bauer, der Vater war ungarisch-jüdischer, die Mutter deutsch-jüdischer Herkunft. Seine Geschwister waren die Schriftstellerin Hilda Bauer (1887–1965) und der Biologe Ervin Bauer (1890–1938). In der Familie wurde Deutsch gesprochen, er selbst wollte dagegen ungarischer Schriftsteller werden und magyarisierte seinen Namen. Er besuchte die deutsche Elementarschule in Lőcse und die Mittelschule in Szeged. Er studierte in Budapest, Berlin (unter anderem bei Georg Simmel und Wilhelm Dilthey) und Paris (bei Henri Bergson) und begann eine Laufbahn als ungarischer Schriftsteller (Dramen, Lyrik, Märchen und Novellen).
Béla Balázs schrieb unter anderem die Libretti für das Ballett Der holzgeschnitzte Prinz und für die Oper Herzog Blaubarts Burg, die von Béla Bartók vertont wurden, sowie den Märchenzyklus Der Mantel der Träume. Ab 1915 fanden in seiner Budapester Wohnung Treffen der informellen Sonntagsgesellschaft (Vasárnap-Társaság) statt, die von seinem Freund György Lukács dominiert wurden, unter den Teilnehmern waren Karl Mannheim, Béla Fogarasi, Frederick Antal und seine damalige Freundin Anna Lesznai.
1918 wurde er Mitglied der Ungarischen Kommunistischen Partei, 1931 Mitglied der KPD. 1919 floh er nach der Niederschlagung der kurzlebigen Räterepublik, in der er Mitglied des Direktoriums der Schriftsteller und Volkskommissar für das Schulwesen und Volkskultur gewesen war, nach Wien, wo er zunächst als Dramatiker und Märchenautor Fuß zu fassen versuchte. Es folgte ein drei Jahrzehnte währendes Exil, in dem er gezwungen war, in seinen Veröffentlichungen zur deutschen Sprache zurückzukehren, derweil er weiterhin belletristische Literatur auf Ungarisch verfasste.
Der Zufall führte ihn mit dem neuen Medium des Films zusammen. Für die Zeitung Der Tag begann er regelmäßig Filmkritiken zu schreiben und machte sich zugleich als Drehbuchautor einen Namen. Sein erstes in Wien erschienenes filmtheoretisches Werk Der sichtbare Mensch (1924) begründete die moderne Filmtheorie, in der sich romantische Motive einer Sehnsucht nach Überwindung der Entfremdung in einer visuellen Kultur mit politischen Hoffnungen auf ein populäres Medium der Aufklärung mischten.
1926 wechselte Balázs nach Berlin, wo sein zweites filmtheoretische Buch Der Geist des Films (1930) entstand. Auch in Berlin arbeitete Balázs zugleich als Drehbuchautor, z. B. für die Verfilmung der Dreigroschenoper (durch G. W. Pabst), die zu einer heftigen Kontroverse mit Bertolt Brecht führte.
1931 schrieb er für Leni Riefenstahl das Drehbuch zu ihrem Regiedebüt Das blaue Licht (1932). Während der Fertigstellung des Films, an dessen Regie er ebenfalls beteiligt war, wurde er nach Moskau eingeladen, um einen Film über die „Räte-Revolution“ in Ungarn zu drehen. 1933 war für ihn als Jude und Kommunist eine Rückkehr nach Deutschland unmöglich und er blieb in Moskau.
1945 nach Budapest zurückgekehrt, konnte er noch einen seiner bekanntesten Filme realisieren: Irgendwo in Europa, 1947. Im selben Jahr erschien sein autobiografischer Roman Die Jugend eines Träumers. 1949 erhielt er die höchste Auszeichnung Ungarns, den Kossuth-Preis, und nach ihm wurde 1958 der Béla-Balázs-Preis für Verdienste in der Filmkunst benannt. Das Studio für künstlerischen Film in Budapest trägt ebenfalls seinen Namen.

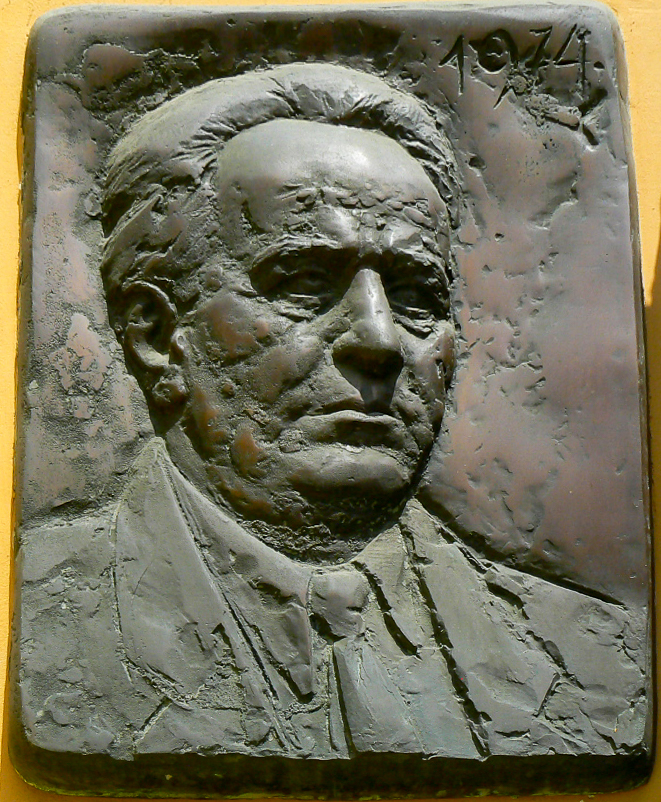
Bronzeporträt Balázs’ von Sándor Tóth in Szegedin

## Filmtheorie
Balázs’ filmtheoretisches Hauptwerk Der sichtbare Mensch oder die Kultur des Films (1924) richtet sein Augenmerk stark auf den Aspekt der Physiognomie. Seine Argumente betreffen dabei einerseits den Schauspieler im Spannungsfeld von „Typus“ und Ausdruck. Helmut H. Diederichs sieht „[d]ie Physiognomik (Lavater, der junge Goethe)“ als Grundlage von Balázs’ Physiognomik.
Sabine Hake identifiziert Quellen seines Gedankenguts in Lebensphilosophie und Gestaltpsychologie. Eine allgegenwärtige Lebensbewegung und die abstrahierte und abstrahierbare Gestalt des Lebendigen sind weitere physiognomische Aspekte, die diese Filmtheorie mitbegründen. Andererseits also – und dies ist Balázs’ genuiner Beitrag zur frühen Theoriebildung des bewegten Bildes – betont er die Anthropomorphisierung alles Sichtbaren in der filmischen Inszenierung. Er nennt dies die „latente Physiognomie“ und das „Gesicht der Dinge“. Hanno Loewy bemerkt hierzu, dass auf Seiten des Zuschauers „sich die psychische Besetzung ununterschieden auf die gesamte wahrgenommene Szene und damit auch unterschiedslos auf Dinge und Wesen, die in ihr auftreten“, beziehe. Daniel Hermsdorf resümiert Balázs’ Konzeption dahingehend, dass Balázs Begriffe, „– wenn überhaupt gekennzeichnet in ihrer diskursiven Herkunft, dann gar nicht oder eher sorglos reflektiert – in ein prekäres ideologisches Feld der physiognomischen Theorien zurückverweisen“. Filmästhetik bewegt sich in dieser Hinsicht zudem zwischen einer spielerischen Vermenschlichung und einem psychopathologischen Wahrnehmungsmodus, wie ihn in der Fachliteratur erstmals Karl Jaspers in „Allgemeine Psychopathologie“ (1913) differenziert analysiert – als „Affektillusion“ und „Pareidolie“.
Balázs selbst nennt die anthropomorphe Bildwirkung „transzendent und gespenstisch“. Bei Balázs’ Freund Lukács heißt es – ein Jahr vor Balázs’ Veröffentlichung Der sichtbare Mensch – in marxistischer Perspektive auf die kapitalistische Wirtschaft, sie verursache die „Verwandlung der Warenbeziehung in ein Ding von ‚gespenstiger Gegenständlichkeit‘“, die „dem ganzen Bewußtsein des Menschen ihre Struktur“ aufdrücke. Hermsdorf kommt deshalb zu dem Schluss, Balázs Filmtheorie sei „ein aus den Begriffen seiner Zeit geschnitzter Fetisch, der unter literarischer Politur einer inversen logischen Strategie marxistischer Kritik des Tauschwerts und anschlussfähiger Kulturtheorien folgt.“
Bei tendenziell gegensätzlichen Lesarten und Bewertungen wird Balázs bis heute Respekt gezollt. Thomas Koebner sieht in Der sichtbare Mensch mit seinem „Ineinander von Enthusiasmus und Scharfblick die erste anspruchsvolle und ausführliche Würdigung des Films als neuer Kunst […]. Die Thesen von Balázs finden sich in fast allen später publizierten Studien (zu deren Vorteil) wieder.“

## Schriften
- Der sichtbare Mensch oder die Kultur des Films. Deutsch-Österreichischer Verlag, Wien u. a. 1924 (Digitalisat der Deutschen Nationalbibliothek.)
  - Neuausgabe: Der sichtbare Mensch oder die Kultur des Films. Suhrkamp, Frankfurt am Main 2001.
- Der Geist des Films. Knapp, Halle (Saale) 1930 (mehrere Neuausgaben), doi:10.25969/mediarep/15446.
- Die Jugend eines Träumers. Globus-Verlag, Wien 1947.
  - Neuausgabe: Die Jugend eines Träumers. Autobiographischer Roman (= Béla Balázs: Ausgewählte literarische Werke in Einzelausgaben, Band 1). Herausgegeben von Hanno Loewy. Verlag Das Arsenal, Berlin 2001, ISBN 3-931109-19-4.
- Ein Baedeker der Seele. Und andere Feuilletons aus den Jahren 1920–1926. (= Béla Balázs: Ausgewählte literarische Werke in Einzelausgaben, Band 2). Herausgegeben von Hanno Loewy. Verlag Das Arsenal, Berlin 2002, ISBN 3-931109-30-5.
- Die Geschichte von der Logodygasse, vom Frühling, vom Tod und von der Ferne. Novellen. (= Béla Balázs: Ausgewählte literarische Werke in Einzelausgaben, Band 3). Herausgegeben von Hanno Loewy. Verlag Das Arsenal, Berlin 2003, ISBN 3-931109-31-3.
- Der heilige Räuber und andere Märchen. (= Béla Balázs: Ausgewählte literarische Werke in Einzelausgaben, Band 4). Herausgegeben von Hanno Loewy. Verlag Das Arsenal, Berlin 2005, ISBN 3-931109-37-2.
- Der Sieger. Das Märchen vom Bären, vom Wolf und vom schlauen Fuchs. In: Bernd Dolle, Dieter Richter, Jack Zipes (Hrsg.): „Es wird einmal …“ Soziale Märchen der Zwanziger Jahre. (= Sammlung alter Kinderbücher, Band 8). Weismann, München 1983, ISBN 3-921040-29-9, S. 7–16.
- Die Furcht der Intellektuellen vor dem Sozialismus. In: Die Weltbühne (4 Teile), 28. Jahrgang, Verlag der Weltbühne, Charlottenburg 1932, S. 93–96; S. 131–134; S. 166–168; S. 207–210.
  - Reprint: Athenäum Verlag, Königstein/Ts 1978, kartoniert ISBN 3-7610-9301-2, gebunden ISBN 3-7610-9300-4.
- Schriften zum Film. München 1982.